# Cinema Paradiso
Cinema Paradiso (títol original en italià Nuovo Cinema Paradiso, fonèticament [ˈnwɔːvo ˈtʃiːnema paraˈdiːzo]) és una pel·lícula francoitaliana de 1988, escrita i dirigida per Giuseppe Tornatore. El llargmetratge original durava 155 minuts, però a causa de la poca taquilla obtinguda en la mateixa Itàlia, es va decidir reduir a 123 minuts per a la seua estrena mundial, convertint-la així en un èxit internacional i proclamant-la pel·lícula de culte. La pel·lícula es va doblar i subtitular al català.

## Argument
Roma, anys vuitanta, el famós director italià Salvatore Di Vita torna a casa entrada la mitjanit. La seua parella l'informa somnolenta que sa mare ha trucat per dir-li que un tal Alfredo ha mort. Salvatore no ha tornat al seu poble natal de Giancaldo, Sicília des de fa trenta anys seguint el consell d'un vell amic. Mentre la parella li pregunta sobre Alfredo, Salvatore s'endinsa en els seus records de la infantesa.
Anys després de la Segona Guerra Mundial, Salvatore, més conegut com a Totò, és el fill més intel·ligent i entremaliat d'una mare vídua per la guerra. Totò passa el seu temps lliure al cinema local Paradiso, però mes que per a vore les pel·lícules hi va per a emprenyar el projeccionista Alfredo. Encara que al principi comencen amb mal peu, acaben desenvolupant un gran amistat. Alfredo s'acaba convertint en una figura paterna per a Totò i li ensenya tot el que sap sobre el cinema i el seu treball. No són poques les vegades que li permet vore les pel·lícules des de la cabina de projecció amb ell, al sacerdot censurant les parts dels films en què hi ha nus o petons, i els esbroncs dels espectadors a l'adonar-se d'aquests talls.
El film finalitza quan al cinema es cala foc pel fet que la pel·lícula I pompieri di Viggiù (Els Bombers de Viggiù) que Alfredo projectava a la paret d'una casa de la plaça per al delit de tot el poble, s'inflama. Totò conseguix salvar la vida d'Alfredo, però sense poder evitar que aquest quede cec a causa de les flames. El Cinema Paradiso és reconstruït per un ciutadà, Ciccio, qui contracta a Totò, encara un xiquet, com a nou projeccionista, ja que és l'única persona a part d'Alfredo, que sap com manejar el projector.
Uns deu anys després, Totò, que ara ja va a l'institut, seguix treballant com a projeccionista al Paradiso. La seua relació amb Alfredo s'ha enfortit, i Totò acudix molt sovint a ell a la recerca d'ajuda i consells als quals Alfredo respon dispensant cites de pel·lícules clàssiques.
En tot això, Totò ha estat experimentant amb el cinema, utilitzant una càmera de cine a casa, i ha conegut i capturat en vídeo a Elena, de la qual està enamorat i per la qual faria qualsevol cosa. Fins que aconseguix el seu amor, encara que siga en va, perquè la relació és desaprovada pel pare d'Elena, un ric banquer.
Mentrestant, Elena i la seua família es muden, Totò abandona la ciutat per anar al servei militar obligatori. Durant aquest temps s'intenta escriure amb ella infructuosament; les cartes es retornen com a no entregades. Al tornar de l'exèrcit, Alfredo insta a Totò a deixar Giancaldo per sempre argumentant que el poble és massa menut perquè puga realitzar els seus somnis, i que una vegada a la ciutat ha de perseguir el seu destí amb tot cor, sense mirar enrere i no tornar mai, ni tan sols de visita. I seguix el seu consell deixant el sobrenom de Totò, per perseguir el seu futur com a Salvatore el cineasta.
Una altra vegada al present, Salvatore desobeeix aquell consell que Alfredo li va donar per a assistir al seu funeral. Encara que el poble ha canviat molt, ara entén perquè Alfredo va pensar que era important que se n'anara d'allí. La vídua li fa saber que Alfredo va seguir tots els seus èxits amb orgull, i que va deixar quelcom per a ell abans de morir: un carret de pel·lícula sense etiqueta i el vell tamboret que utilitzava per a gestionar el projector. A més de la mort d'un vell amic, s'assabenta que el Cinema Paradiso serà enderrocat pròximament.
Una vegada Salvatore torna Roma, visiona el carret que Alfredo li havia deixat i descobreix que és un muntatge amb totes les escenes romàntiques censurades pel sacerdot les quals Totò havia volgut quedar-se tantes vegades quan era petit.

## Repartiment
- Salvatore Cascio com Salvatore de nen, Totò.
- Marco Leonardi com Salvatore d'adolescent.
- Jacques Perrin com Salvatore d'adult.
- Philippe Noiret com Alfredo.
- Antonella Attili com Maria de jove.
- Pupella Maggio com Maria de gran.
- Agnese Nano com Elena d'adolescent.
- Brigitte Fossey com Elena d'adulta, en la versió del director.
- Leopoldo Trieste com el Pare Adelfio.
- Enzo Cannavale com Spaccafico.
- Isa Danieli com Anna.
- Leo Gullotta com Usher.
- Roberta Lena com Lia.
- Nino Terzo com a pare de Peppino.
- Tano Cimarosa com el ferrer.
- Nicola Di Pinto com el tonto del poble.

## Producció
Els enregistraments de la pel·lícula van començar el 5 de desembre de 1987 i van concloure l'11 de setembre de 1988. Cinema Paradiso va ser rodat a la ciutat de Tornatore, Bagheria, Sicília, i també a Cefalù en el Mar Tirreno. La famosa plaça de la ciutat és la Piazza Umberto I al poble de Palazzo Adriano, a uns 30 quilòmetres al sud de Palerm. El Cinema Paradiso es va construir aquí, a la Via Nino Bixio, amb vistes a la font octogonal barroca, que data del 1608.

## Banda sonora
La música, composta per Ennio Morricone forma part de les bandes sonores del cinema europeu més aclamades mundialment. El "tema d'amor" va ser compost pel seu fill, Andrea Morricone, mentre encara estudiava al Conservatori, sent la seva primera composició cinematogràfica. Va ser publicada en CD el 2003 pel segell Universal i consta de 23 temes:
- 1 - Nuovo cinema Paradiso
- 2 - Maturità
- 3 - Tema d'amore (Andrea Morricone)
- 4 - Infanzia e maturità
- 5 - Ripensandola
- 6 - Cinema in fiamme
- 7 - Tema d'amore
- 8 - Totò e Alfredo
- 9 - Dopo il crollo
- 10 - Tema d'amore per nata
- 11 - Visita al cinema
- 12 - Prima gioventù
- 13 - Quattro interludi
- 14 - Fuga ricerca e ritorno
- 15 - Dal Sex Appeal al primo Fellini
- 16 - Tema d'amore (Andrea Morricone)
- 17 - Proiezione a due
- 18 - Totò e Alfredo
- 19 - Tema della bicicletta
- 20 - Visita al cinema
- 21 - Maturità
- 22 - Per Elena
- 23 - Nuovo cinema Paradiso

## Recepció
Cinema Paradiso va ser un èxit de crítica i de taquilla; és considerada un clàssic cinematogràfic. Guanyant el Premi de l'Acadèmia a la Millor Pel·lícula Estrangera el 1989, la pel·lícula va revitalitzar la indústria cinematogràfica d'Itàlia, que més tard va produir Mediterraneo i La vita è bella. El crític de cinema Roger Ebert li va donar 3,5 estrelles de 4 i 4 estrelles de 4 per a la versió ampliada, declarant "Encara estic content d'haver-ho vist, no com una versió alternativa, sinó com l'exercici final de veure les escenes suprimides", fent un gest al famós muntatge dels petons, censurats pel Pare Adelfio, recopilats al final de la pel·lícula.
La revista Rotten Tomatoes informa que el 90% dels crítics han donat a la pel·lícula una crítica positiva basada en 70 ressenyes, amb una puntuació mitjana de 8/10. La pel·lícula aconseguix una puntuació de 80 en Metacritic basada en 20 comentaris i va classificar-se la numero #27 en el rànquing "The 100 Best Films of World Cinema" de la revista Empire el 2010.
El famós muntatge de la "escena dels petons" al final de la pel·lícula es va utilitzar en un episodi de "Stealing First Base" i en un episodi de The Simpsons que es va emetre el 21 de març de 2010 durant la seua vint-i-unena temporada. L'escena va emprar el tema de Love de Morricone i a part de les escenes de petons de la mateixa pel·lícula, també va incloure d'altres pel·lícules famoses contemporànies.
Cinema Paradiso és també una celebració de l'amor pel cinema; com a projeccionista, el jove Salvatore (Totò), desenvolupa una passió per les pel·lícules que conformen el seu camí de vida en l'edat adulta.

## Premis i nominacions
| Data | Premi                     | Categoria                             | Receptor(s)                         | Resultat  |
| ---- | ------------------------- | ------------------------------------- | ----------------------------------- | --------- |
| 1989 | Festival de Cannes        | Gran Premi Especial del Jurat         |                                     | Guanyador |
| 1989 | Premis David di Donatello | Millor pel·lícula                     |                                     | Nominat   |
| 1989 | Premis David di Donatello | Millor director                       | Giuseppe Tornatore                  | Nominat   |
| 1989 | Premis David di Donatello | Millor actriu no protagonista         | Pupella Maggio                      | Nominat   |
| 1989 | Premis David di Donatello | Millor banda sonora                   | Ennio Morricone Andrea Morricone    | Guanyador |
| 1989 | Premis David di Donatello | Millor productor                      | Giovanna Romagnoli Franco Cristaldi | Nominat   |
| 1989 | Premis del Cinema Europeu | Millor actor                          | Philippe Noiret                     | Guanyador |
| 1989 | Premis del Cinema Europeu | Premi Especial del Jurat              | Giuseppe Tornatore                  | Guanyador |
| 1990 | Premis Globus d'Or        | Millor pel·lícula estrangera          |                                     | Guanyador |
| 1989 | Premis Óscar              | Millor pel·lícula de parla no anglesa |                                     | Guanyador |
| 1991 | Premis BAFTA              | Millor pel·lícula de parla no anglesa |                                     | Guanyador |
| 1991 | Premis BAFTA              | Millor director                       | Giuseppe Tornatore                  | Nominat   |
| 1991 | Premis BAFTA              | Millor actor                          | Philippe Noiret                     | Guanyador |
| 1991 | Premis BAFTA              | Millor actor secundari                | Salvatore Cascio                    | Guanyador |
| 1991 | Premis BAFTA              | Millor guió original                  | Giuseppe Tornatore                  | Guanyador |
| 1991 | Premis BAFTA              | Millor fotografia                     | Blasco Giurato                      | Nominat   |
| 1991 | Premis BAFTA              | Millor banda sonora original          | Ennio Morricone Andrea Morricone    | Guanyador |
| 1991 | Premis BAFTA              | Millor muntatge                       | Mario Morra                         | Guanyador |
| 1991 | Premis BAFTA              | Millor disseny de producció           | Andrea Crisanti                     | Nominat   |
| 1991 | Premis BAFTA              | Millor diisseny de vestuari           | Beatrice Bordone                    | Nominat   |
| 1991 | Premis BAFTA              | Millor maquilltge                     | Maurizio Trani                      | Nominat   |
| 1991 | Premis Cóndor de Plata    | Millor pel·lícula estrangera          |                                     | Guanyador |

## Llançaments
La pel·lícula existeix en diverses versions. Va ser llançada originalment a Itàlia amb una durada de 155 minuts, però l'acollida a taquilla va ser reduïda, i es va acurtar a 123 minuts per al llançament internacional, cosa que provoca que fos un èxit instantani. Aquesta versió internacional va guanyar el Premi Especial del Jurat en el Festival de Cinema de Cannes de 1989 i l'Oscar de la millor pel·lícula de llengua estrangera de 1989. El 2002, es va llançar la versió ampliada del director de 173 minuts, coneguda als Estats Units com Cinema Paradiso: The New Version.
Una edició especial va ser llançada també en DVD per Umbrella Entertainment el setembre de 2006. El DVD és compatible amb tots els codis de la regió i inclou característiques especials com el tràiler teatral, la versió del director, escenes eliminades, la banda sonora d'Ennio Morricone i un documental sobre Giuseppe Tornatore.
L'edició especial de Cinema Paradiso de l'Acadèmia va ser llançada al DVD per Umbrella Entertainment el febrer de 2009. També és compatible amb tots els codis de la regió i inclou diferents característiques especials, com ara els tràilers Umbrella Entertainment, biografies del grup i la tripulació i la filmografia del director.
El juliol de 2011 Umbrella Entertainment va llançar la pel·lícula en format Blu-ray. Arrow va llançar una versió especial remasteritzada en Blu-ray de la pel·lícula, amb escenes teatrals i esteses, en 2017.

### Versió del Director
En la versió de 173 minuts de la pel·lícula, després del funeral, Salvatore veu una noia que s'assembla a l'adolescent Elena. La segueix amb l'escúter a casa d'ella on es retroba amb el seu amor de la infància Elena, que resulta ser la mare de la noia. Salvatore la crida amb l'esperança de revivar el seu romanç. Inicialment el rebutja, però després ho reconsidera i va a trobar-se amb Salvatore allà on es veien de joves. La reconciliació condueix a una sessió d'amor en el seu cotxe. Ella li conta que es va casar amb un conegut de l'escola, que es va convertir en un polític local. Més tard Salvatore intenta continuar el romanç que tan de sobte va acabar, però ella rebutja les seues súpliques i opta per quedar-se amb la seua família deixant el romanç en el passat.
Durant la nit junts, un Salvatore frustrat i enutjat li pregunta a Elena perquè mai no li va contactar ni li va dir on es dirigia a viure la seua família i s'assabenta que la raó per la qual van perdre el contacte va ser que Alfredo li va demanar que no tornés a veure'l, tement que l'amor que sentia Salvatore destruís la seua destinació: l'èxit en el món del cinema, i la va intentar convéncer que si de veritat el volia, l'havia de deixar marxar. Elena li explica que, en contra de la instrucció d'Alfredo, havia deixat en secret una nota amb una adreça junt amb una promesa d'amor, i aquest li revela que mai va saber de la seua nota. L'endemà, Salvatore torna a les runes del que va ser el Cinema Paradiso i, frenèticament, busca entre les piles d'antigues factures de pel·lícules fixades a la paret de la cabina de projecció. Allà, al revers d'un dels endolls, troba la nota manuscrita que Elena havia deixat trenta anys abans.
La pel·lícula acaba amb Salvatore tornant a Roma i veient el carret de pel·lícula que Alfredo li va deixar. El veu amb llàgrimes als ulls.

## Al voltant de la pel·lícula
- La primera versió de la pel·lícula feia 170 minuts. Basant-se en una classificació desfavorable de la censura, per «sexualitat», Giuseppe Tornatore la va escurçar i la primera versió que va sortir a les sales, a Itàlia, va tenir un metratge de 155 minuts.
- La seqüència on Salvatore adolescent ratlla els dies del calendari de l'any 1954 és subjecta a controvèrsies pels anacronismes i pels errors:
  - A la seqüència de l'examen a l'escola, Totò nen és esquerrà. En aquesta escena, se'l veu ratllar els dies del calendari amb la mà dreta.
  - El calendari presentat en aquesta escena és erroni. Les imatges ens ensenyen un divendres 1 d'abril mentre que en realitat, aquell dia va ser dijous.
  - Aquesta escena, situada el 1954 per l'any del calendari, és precedida per seqüències de la pel·lícula Et Dieu... créa la femme que, en realitat, data del 1956.
- Les locaciones de la pel·lícula van ser rodades a Sicília: Bagheria, Castelbuono, Cefalù, Chiusa Sclafani, Palazzo Adriano (lloc on s'ubica la plaça on hi ha el Cinema Paradiso), Santa Flavia, San Nicola L'Arena, de Termini Imerese.
- Al setembre de 2014,1 coincidint amb el 25è aniversari, va tornar a estrenar-se en sales de cinema totalment remasteritzada.
- Hi ha un cinema a La Plata, Argentina, al carrer 46 entre 10 i 11, anomenat Cinema Paradiso en honor de la pel·lícula.
- A l'escena final de la pel·lícula apareixen diverses escenes de films antics; 11 d'aquests films són desconegudes i no s'han pogut identificar.[13]